# Eisner Peak
Der Eisner Peak ist ein 1525 m hoher Berg an der Bowman-Küste des Grahamlands auf der Antarktischen Halbinsel. Er ragt 3 km südsüdöstlich des Mount Blunt an der Westflanke der Mündung des Sumner-Gletschers in den Weyerhaeuser-Gletscher auf.
Luftaufnahmen entstanden 1947 bei der US-amerikanischen Ronne Antarctic Research Expedition (1947–1948) und 1966 durch die United States Navy. Der Falkland Islands Dependencies Survey nahm zwischen 1960 und 1961 Vermessungen des Berges vor. Das Advisory Committee on Antarctic Names benannte ihn 1977 nach Glen Eisner, Biologe des United States Antarctic Research Program auf der Palmer-Station im Jahr 1975.